# Tom Woodruff junior

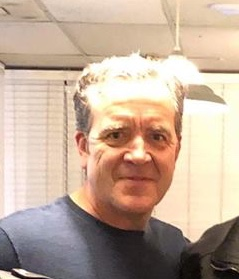
Tom Woodruff junior

Tom Woodruff junior (* 21. Januar 1959 in Williamsport, Pennsylvania)  ist ein US-amerikanischer Künstler für Spezialeffekte, der 1993 mit dem Film Der Tod steht ihr gut einen Oscar erringen konnte und außerdem mit dem Film Alien 3 für einen Oscar nominiert war. Woodruff ist auch als Schauspieler, Maskenbildner und Regisseur tätig und außerdem Mitbegründer des 1988 gegründeten Unternehmens für Spezialeffekte Amalgamated Dynamics Incorporation.

## Leben
Woodruff entwickelte schon früh ein besonderes Interesse an Monsterfilmen, was zum Teil auch an den Late-Night-Übertragungen der inzwischen klassischen Universal Monsterfilme und den Spezialeffekten von Ray Harryhausen und dessen Filmen gelegen hat. Nachdem Woodruff die Filmreihe Planet der Affen gesehen hatte, konzentrierte er sich besonders auf die Maske und versuchte mit der 8-mm-Filmkamera seines Vaters kleine Filme zu erstellen. Ganz besonders bewunderte er John Chambers für dessen Maske, die den Titelhelden im Film Planet der Affen zu ihrem gorillaartigen Aussehen verhalf. Woodruff studierte am Lycoming College in Pennsylvania, wobei sein Schwerpunkt bei Theaterwissenschaft und Betriebswirtschaft lag.
Im Jahr 1982 zog Woodruff nach Los Angeles um und arbeitete dort im Bereich Make-up und Spezialeffekte in kleineren Teams. Seinem Ziel näher kam er 1984, als er in der Crew von Stan Winston an dem Endzeitfilm Terminator mitwirkte. Daraus ergab sich eine 5-jährige Zusammenarbeit und die Möglichkeit, an den Predator- und den Alien-Filmen mitzuarbeiten. Woodruff kreierte in dieser Zeit nicht nur Kostüme und erstellte komplizierte Masken, sondern wirkte in diversen Filmen auch als Schauspieler mit (Monster Busters (1987), Das Halloween Monster (1988) oder Leviathan (1989)). Für das Stück The Demon with three Tales tat er sich mit Alec Gillis zusammen, ebenfalls Designer im Team von Winston. Beide verließen 1988 das Studio von Winston und bildeten bei dem von ihnen mitgegründeten Unternehmen Amalgamated Dynamics Incorporated ein Team. Ihre Zusammenarbeit war äußerst fruchtbar und brachte ihnen zahlreiche Auszeichnungen und Preise ein, darunter auch den Oscar für Woodruff, Doug Chiang, Ken Ralston und Douglas Smythe in der Kategorie „Beste visuelle Effekte“ für die Schwarze Komödie Der Tod steht ihr gut von Robert Zemeckis, mit Meryl Streep, Bruce Willis und Goldie Hawn in den Hauptrollen. Des Weiteren erhielten Woodruff und Gillis in derselben Kategorie zusammen mit Richard Edlund und George Gibbs eine Oscar-Nominierung für David Finchers Science-Fiction-Film Alien 3 mit Sigourney Weaver. Außerdem gewannen sie mit Der Tod steht ihr gut den BAFTA Award und den Saturn Award, den sie auch für Starship Troopers in Empfang nehmen konnten. Auch für den Fantasy-Abenteuer-Film Jumanji schufen sie Tiercharaktere und für den Weihnachtsfilm Santa Clause 2 – Eine noch schönere Bescherung wurden sie in der Kategorie „Beste Maske“ für einen Saturn Award nominiert.

## Filmografie (Auswahl)
- 1984: Terminator (The Terminator)
- 1986: Aliens – Die Rückkehr (Aliens)
- 1989: Leviathan
- 1990: Tremors – Im Land der Raketenwürmer (Tremors)
- 1992: Alien 3 (Alien³)
- 1992: Der Tod steht ihr gut (Death Becomes Her)
- 1993: Demolition Man
- 1994: Wolf – Das Tier im Manne (Wolf)
- 1995: Mortal Kombat
- 1995: Jumanji
- 1997: Starship Troopers
- 1999: Der Onkel vom Mars (My Favorite Martian)
- 2000: Cast Away – Verschollen (Cast Away)
- 2000: Hollow Man
- 2001: Evolution
- 2001: Bubble Boy
- 2001: Tremors 3 – Die neue Brut (Tremors 3: Back to Perfection)
- 2002: John Q – Verzweifelte Wut (John Q)
- 2002: Santa Clause 2 – Eine noch schönere Bescherung (The Santa Clause 2)
- 2003: Scary Movie 3
- 2003: Looney Tunes: Back in Action
- 2004: Tremors 4 – Wie alles begann (Tremors 4: The Legend Begins)
- 2004: Alien vs. Predator
- 2005: Elektra
- 2006: Zum Ausziehen verführt (Failure to Launch)
- 2006: Santa Clause 3 – Eine frostige Bescherung (The Santa Clause 3: The Escape Clause)
- 2007: Born to be Wild – Saumäßig unterwegs (Wild Hogs)
- 2007: Aliens vs. Predator 2 (Aliens vs. Predator: Requiem)
- 2007: My Cousin’s Keeper (Kurzfilm, Regie, Drehbuch, Produzent, Schauspieler)
- 2010: Skyline
- 2011: Der Zoowärter (Zookeeper)
- 2013: Kindsköpfe 2 (Grown Ups 2)
- 2013: Ender’s Game – Das große Spiel (Ender’s Game)
- 2015: Der Kaufhaus Cop 2 (Paul Blart: Mall Cop 2)
- 2015: Kids vs. Monsters

## Auszeichnungen
- 1991: Nominierung für den Saturn Award in der Kategorie „Beste Spezialeffekte“ mit Tremors – Im Land der Raketenwürmer
- 1993: Gewinner des Oscars in der Kategorie „Beste visuelle Effekte“ für Der Tod steht ihr gut
- 1993: Nominierung für den Oscar in der Kategorie „Beste visuelle Effekte“ mit Alien 3
- 1993: Gewinner des BAFTA Award in der Kategorie „Beste visuelle Effekte“ mit Der Tod steht ihr gut
- 1993: Nominierung für den  BAFTA Award in der Kategorie „Beste visuelle Effekte“ mit Alien 3
- 1993: Nominierung für den Saturn Award in der Kategorie „Beste Spezialeffekte“ mit Alien 3
- 1995: Nominierung für den Saturn Award in der Kategorie „Beste Maske“ mit Santa Clause – Eine schöne Bescherung
- 1995: Gewinner des Saturn Award in der Kategorie „Beste Spezialeffekte“ mit Der Tod steht ihr gut
- 1998: Nominierung für den Saturn Award in der Kategorie „Beste Spezialeffekte“ mit Alien – Die Wiedergeburt
- 1998: Gewinner des Saturn Award in der Kategorie „Beste Spezialeffekte“ mit Starship Troopers
- 1999: Nominierung für den Saturn Award in der Kategorie „Beste Maske“ mit Akte X – Der Film
- 2001: Nominierung für den Saturn Award in der Kategorie „Beste Maske“ mit The 6th Day
- 2012: Nominierung für den Saturn Award in der Kategorie „Beste Maske“ mit The Thing